# Grytnästjärnarna
Grytnästjärnarna är en sjö i Sollefteå kommun i Ångermanland och ingår i Ångermanälvens huvudavrinningsområde.